# Барановка (Черниговская область)
Бара́новка (укр. Баранівка) — село в Семёновском районе Черниговской области Украины. Население 113 человек. Занимает площадь 0,42 км².
Код КОАТУУ: 7424784502. Почтовый индекс: 15450. Телефонный код: +380 4659.

## Власть
Орган местного самоуправления — Орликовский сельский совет. Почтовый адрес: 15450, Черниговская обл., Семёновский р-н, с. Орликовка, ул. Сосновка, 13.